# The Strange Story of Elsie Mason
The Strange Story of Elsie Mason è un cortometraggio muto del 1912 diretto da Edmund Lawrence. Il film era prodotto dalla Kalem Company e interpretato da Alice Joyce e da Tom Moore. I due attori si sposarono nel 1914.

## Trama
Trama e critica su Stanford.edu

## Produzione
Il film era prodotto dalla Kalem Company.

## Distribuzione
Distribuito dalla General Film Company, uscì nelle sale statunitensi il 30 ottobre 1912. Copia del film viene conservata al National Film and television Archive di Londra.